# Assistente di volo

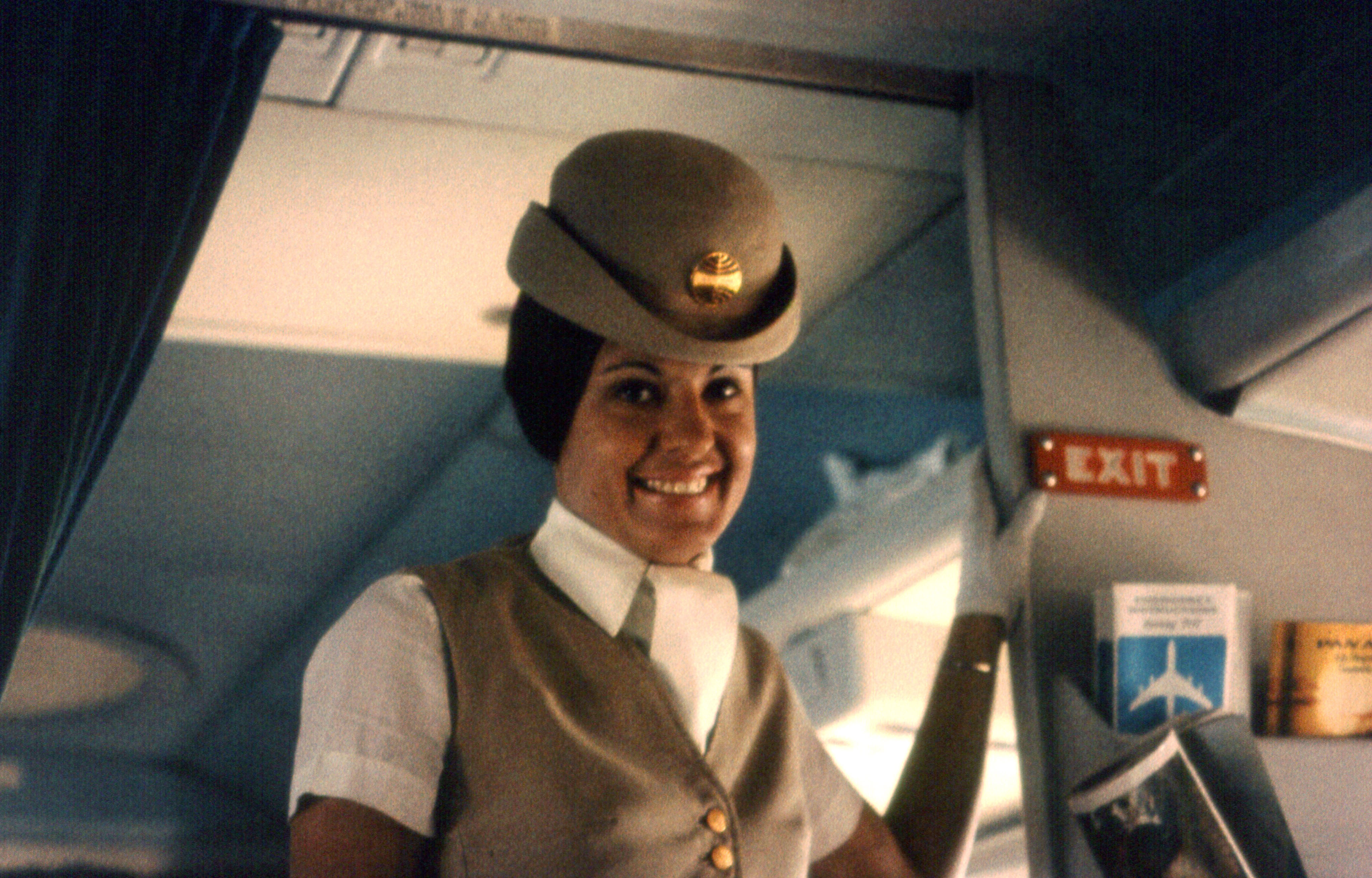
Un'assistente di volo della Pan Am degli anni settanta.

L'assistente di volo, o membro dell'equipaggio di cabina (conosciuto anche come steward nel caso sia di sesso maschile o hostess se è una donna), è definito dal Codice della navigazione "personale addetto ai servizi complementari di bordo".

## Ruoli e capacità
La sua responsabilità primaria è garantire la sicurezza dei passeggeri a bordo degli aerei.
È compito primario degli assistenti di volo:
- assistere e fornire primo soccorso in caso di emergenze di tipo medico a bordo;
- estinguere incendi a bordo;
- utilizzare attrezzature di sicurezza e di salvataggio, e nell'eventualità di una emergenza, operare per una rapida e sicura evacuazione dei passeggeri;
- effettuare controlli di sicurezza sugli aerei, prima e dopo ogni volo, per evitare atti che possano mettere in pericolo l'aereo ed i suoi occupanti.

In Italia gli assistenti di volo sono certificati secondo gli standard dell'ENAC e devono conoscere, saper utilizzare e saper illustrare prima del decollo le dotazioni di emergenza dei velivoli su cui operano e su cui sono certificati.
Un'altra loro responsabilità è il servizio di bordo, che permette di assistere i passeggeri durante il volo per ogni necessità, garantendo al contempo un alto grado di comfort.

## Patrono
Il 2 marzo 1962 papa Giovanni XXIII ha proclamato santa Bona "patrona delle assistenti dei viaggiatori", in virtù della vocazione della santa a confortare e sorreggere i pellegrini nei momenti più difficili.